# Cadillac Place
Cadillac Place, tidligere General Motors Building, er et højt kontorkompleks i New Center-området i Detroit, Michigan, bygget mellem 1919 og 1923 i stål, kalksten, granit og marmor. Bygningen huser flere af delstatens Michigans myndigheder gennem en 20-årig lejeaftale, som blev indgået i 1998. Ved aftalens udløb har delstaten mulighed for at overtage bygningen for 1 dollar. Renoveringen i 2002 forud for indflytningen af delstatens kontorer var en af de største renoveringsprojekter i USA, og herefter blev bygningens navn ændret til Cadillac Place efter Detroits grundlægger, franskmanden Antoine Laumet de La Mothe, sieur de Cadillac. Cadillac Place er i dag arbejdsplads for mere end 2.000 ansatte i delstatens administration. Bygningens tidligere direktionskontor er i dag Michigans guvernørs kontor i Detroit, ligesom Michigans højesteret har flere afdelinger i bygningen.

## Historie
Efter pres fra bestyrelsen i General Motors indvilligede William C. Durant i 1919 i at lade et hovedkvarter opføre til virksomheden, som han grundlagde i 1908. Virksomheden købte området mellem gaderne Cass og Second på Grand Boulevard og fjernede 48 bygninger før bygningsarbejdet kunne påbegyndes i juni 1919. Første del af bygningen mod Cass Avenue var klar til indflytning i november 1920 mens resten af bygningen stadig var ved at blive opført. Bygningen skulle oprindelig opkaldes efter Durant, men efter at han forlod General Motors i 1921 blev bygningens navn lavet om til General Motors Building. Forbogstavet "D" var dog allerede blevet hugget ud over hovedindgangen og andre steder i bygningen, hvor de stadig er synlige den dag i dag.
Bygningskomplekset var General Motors' hovedkvarter fra 1923 til 2001, hvor firmaet flyttede de sidste af sine ansatte til Renaissance Center ved Detroitfloden. I 1999 overførte General Motors ejendommen til New Center Development, Inc., et non-profit-selskab.

## Arkitektur
Cadillac Place har med sine 15 etager en højde i alt på 67 m, og den øverste etage slutter ved 57 m. Bygningen har 31 elevatorer, og blev oprindeligt oprørt med et etageareal på 111.000 m², der senere blev udvidet til 129.600 m². Bygningen er et National Historic Landmark og er et fornemt eksempel på nyklassicistisk arkitektur.
Bygningen er tegnet af arkitekten Albert Kahn og består af et to-etagers grundplan med 4 parallelle sektioner i 15 etager, som er forbundet til en central vinkelret bagbygning. Kahn anvendte denne udformning for at lade sollys og naturlig ventilation ind til hvert enkelt af bygningens hundredvis af enkeltkontorer. Hele bygningen er beklædt med kalksten og toppes af en korinthisk kolonnade i 2 etager. I 1923 blev bygningen taget i brug som den andenstørste kontorbygning i verden efter Equitable Building i New York.
Bygningens grundplan omkranses af en buet kolonnade, støttet af joniske søjler. Bygningens indre har en hvælvet arkade med italiensk marmor på væggene. I arkaden lå der oprindelig butikker og et auditorium, som senere blev omdannet til et showroom for biler. På samme nedre etage var der også en svømmepøl, som blev lavet om til cafeteria, hvis kakler med vandtema i dag stadig giver mindelser om cafeteriaområdets tidligere funktion.  Da Fisher Building blev bygget på den anden side af Grand Boulevard i 1927, blev de to bygninger forbundet via en fodgængertunnel, som senere også fik forbindelse til New Center Building, så ansatte og gæster kunne færdes mellem alle tre bygninger uden at skulle ud i dårligt vejr.
Indgangen fører ind ad en loggia bagved tre buer i facaden mod Grand Boulevard. Den krydser arkaden og danner en stor elevatorlobby, som har et kassetteloft. Gulvene på nederste etage er af grå marmor fra Tennessee. På de øvre etager er gulvene også af marmor fra Tennessee, mens gulvene i gangene oprindelig var lavet af marmor fra Alabama.
Syd for hovedbygningen ligger et fem-etagers anneks, i hvilket General Motors' laboratorier oprindeligt lå. I 1930 flyttede laboratorierne over Milwaukee Avenue til Argonaut Building og i mange år herefter husede annekset Chevrolets hovedkontor. I 2009, da Argonaut Building blev solgt, blev en fodgængerbro mellem denne bygning og hovedbygningen fjernet, og anneksets facade blev restaureret.
Mellem 2000 og 2002 blev bygningen gennemrenoveret for at kunne rumme delstaten Michigans administrationskontorer. Firmaet, der styrede renoveringen, var Albert Kahn and Associates, de oprindelige arkitekter. Ud over at indføje forbedrede installationer og at foretage genindretning, blev der også installeret air condition. Oprindelig blev bygningen kølet i de varme måneder af året ved at åbne vinduerne. Ved renoveringen blev 1.900 vinduer udskriftet.